# Karmín
Karmín (též karmazín, košenila nebo E120) je přírodní červené barvivo vyráběné z vysušených těl hmyzu červce nopálového (Dactylopius coccus). Původem pochází z amerického kontinentu, odkud pochází kaktusy rodu opuncie, na kterých hmyz rodu Dactylopius žije a jejichž samička obsahuje tohoto barviva přibližně 10 % sušiny. Po usušení se červci uvaří a barvivo se vysráží síranem hlinitoamonným. Jako barvivo se používá např. v potravinách a kosmetice. Kvůli svému původu nemůže být označováno za vegetariánské, košer nebo halal. Vzhledem k poměrně vysoké ceně je často nahrazováno jinými barvivy.

## Charakteristika
Karmín patří mezi chinony (odvozené od fenolu), přesněji řečeno mezi antrachinony. Nachází se ve vyšších rostlinách, houbách, lišejnících a některých druzích hmyzu. Košenila je nejvýznamnější barvivo z této skupiny. Hlavní barevnou složkou je kyselina karmínová.
Kyselina karmínová je 7-(α-D-glukopyranosyl)-3,5,6,8-tetrahydroxy-1-methyl-9,10-dioxo-9,10-dihydroanthracen-2-karboxylová kyselina. Je to stálá, ve vodě rozpustná látka, která při různé hodnotě pH mění barvu. Roztok o pH 3 je oranžový, při pH 5,5 červený a purpurový při pH 7.
Barevná intenzita je poměrně malá, a proto se barvivo používá ve formě laků. Jedná se o látku k povrchové úpravě dodávající potravině barvu a lesk.
Karmín je hlinitý nebo hořečnatý lak karmínové kyseliny na hydroxidu hlinitém a obsahuje až 50 % této kyseliny. Je to výraznější barvivo než košenila samotná.

## Označení, struktura
Košenila je barvivo přírodního, živočišného původu s označením E120.
CAS registrační číslo karmínu je 1390-65-4.
CI číslo (colour index) je 75470.
Přijatelná denní dávka byla stanovena na 0–5 mg/kg tělesné hmotnosti.  

## Původ
Červec nopálový je hmyz rodu Dactylopius, řád polokřídlí (Hemiptera) velkého hospodářského i historického významu, pochází z centrální a jižní Ameriky, z oblastí jako Mexiko a Arizona. Dále se rozšířil celosvětově jako vývozní surovina, nicméně největším výrobcem barviva zůstává Peru.
Tento hmyz se nachází na kaktusech rodů Opuntia a Nopalea, žije přisedle v stinných zákoutích rostliny, kde kolem sebe vytváří ochranný bílý povlak. Hmyz saje mízu rostlin obsahující živiny a karmínové barvivo tvoří jako obranu proti predátorům.
Košenila se získává z oplodněných samiček , hmyz se suší a mele, barvivo tvoří až 22 % sušiny, některé zdroje uvádí pouze 12–16 % nebo až 25 %. Hlavní barevnou složkou je již zmíněná kyselina karmínová.
Název košenila pochází ze španělského označení červce cochinilla, který původně označuje svinku a doslova znamená „sviňka“, „prasnička“, tedy zdrobnělinu pro samici prasete (šp. cochino).

## Výroba
Hmyz se chová na kaktusech přibližně tři měsíce. Pro výrobu 1 kg košenily je potřeba 70 000 – 155 000 jedinců. Při vaření se koncentrovaná barva sráží na dně nádoby, po odstranění kapaliny dostaneme čistý karmín. Při výrobě je možné využít kyselinu citrónovou, želatinu, chlorid cínatý nebo borax.
Hmyz se sesbírá z rostlin, usmrtí v horké vodě, páře nebo žárem, což ovlivňuje různé zbarvení komerčního pigmentu, a poté se suší na slunci nebo v sušárnách na zhruba 30 % své původní hmotnosti. V této podobě je možné jej uskladnit. Americké výrobní společnosti uvádí výrobní přepočet 5 000 000 kusů hmyzu na výrobu 32 liber extraktu (asi 14,5 kg). K extraktu se přidá voda spolu s amoniakem nebo hydrogenuhličitanem, aby se dosáhlo zásaditého pH. Výsledkem je ve vodě rozpustná kyselina karmínová.
Komerčně významnější jsou deriváty kyseliny karmínové, tzn. karmíny, což jsou hlinité laky. Evropská legislativa označila obě barviva E120, tudíž není možné z obalu výrobku vyčíst, co bylo použito.
Karmín se vysráží z kyseliny karmínové za použití hlinitého substrátu. Je ve vodě nerozpustný, ale lze jej rozpustit reakcí se silnou zásadou. Výsledný roztok je výrazně červený a je stabilní vůči světlu, teplu a oxidaci, mnohdy více než barviva syntetická.
Karmíny lze dělit podle obsahu kyseliny karmínové na kvalitu sekundární (18–19,97 %), primární (20–20,75 %) a nejvyšší (nad 21 %) nebo také podle velikosti částic získaných proséváním na primární (0,3–0,7 mm), sekundární (0,1–0,2 mm) a terciární (méně než 0,1 mm).

## Použití

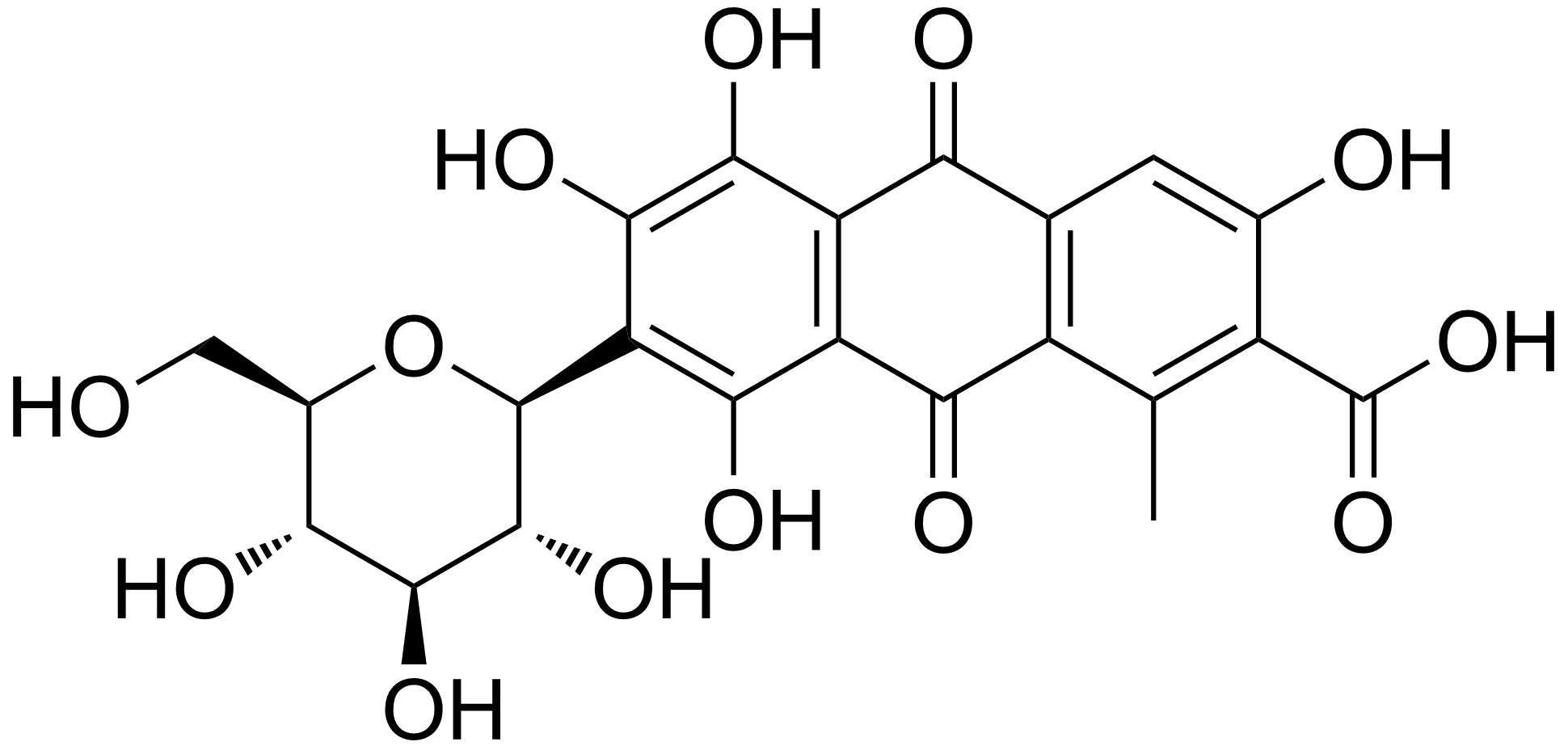
Karmínová kyselina

### Potravinářství
Barvivo patří mezi potravinová aditiva – označení E120. Protože se jedná o barvivo živočišného původu, vegani jej ve své stravě odmítají.
Používá se k barvení potravin, kosmetiky, léčiv nebo mikroskopických preparátů. Lze jej také využít k barvení textilií a při malbě.

#### Účinky na zdraví
Karmín je sloučenina s nízkou molekulovou hmotností, která může působit jako hapten a kombinovat se s bílkovinami za vzniku imunologické odpovědi. Společně s dalšími barvivy může být zodpovědný za astmatické a dýchací potíže, alergie a za idiopatickou nebo rekurentní anafylaxi u citlivých osob. Z tohoto důvodu by měla být vyšetřována citlivost na toto barvivo v případech jinak nevysvětlitelné anafylaxe. Provedení detailní klinické anamnézy je prvním krokem k určení správné diagnózy, zejména v případě alergických reakcí po požití potravin nebo konzumaci léků bez předpisu. Předpokládá se, že v komerčním barvivu jsou přítomny bílkovinné zbytky, které jsou zdrojem alergenu. Karmín obsahuje méně proteinů než košenilový extrakt (pigment přímo ze sušeného hmyzu), také případná reakce může být způsobena rozdílnými bílkovinami obsažených v barvivech.
Web Emulgatory.cz uváděl, že karmín může u dětí vyvolat hyperaktivitu, vědecké studie spojující potravinářská barviva a hyperaktivitu ovšem vliv karmínu na hyperaktivitu nezkoumaly a karmín většinou se vznikem hyperaktivity spojován není. S hyperaktivitou jsou spojovány syntetické, chemicky nepříbuzné látky indigový karmín (E132), košenilová červeň A (E124) a karmoisin (E122).

#### Náhrada
Jako červené barvivo lze použít betanin z červené řepy s označením E162, zařazené v kategorii neškodných barviv.

### Barvení biologických preparátů

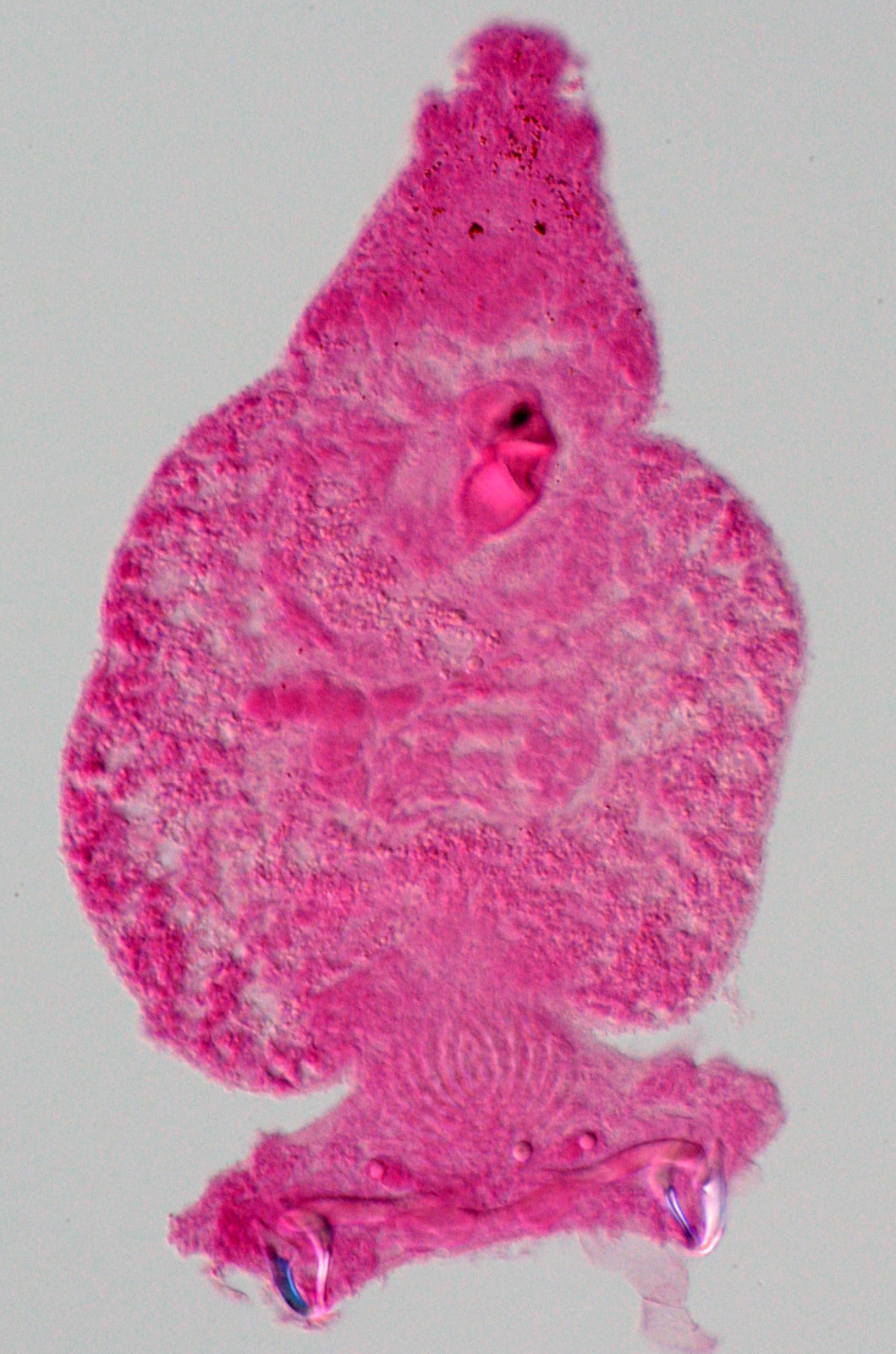
Mikroskopický preparát parazitického ploštěnce Pseudorhabdosynochus morrhua obarvený karmínem

Karmín se používá v biologii k přípravě preparátů pro mikroskopii, barví červeně mimo jiné jádra a glykogen. Speciálně připravený roztok karmínu v kyselině octové je acetokarmín.